# Vizcaya bakeri
Vizcaya bakeri är en insektsart som beskrevs av Frederick Arthur Godfrey Muir 1917. Vizcaya bakeri ingår i släktet Vizcaya och familjen sporrstritar. Inga underarter finns listade i Catalogue of Life.